# Paradascalia lurida
Paradascalia lurida är en insektsart som först beskrevs av Lethierry 1890.  Paradascalia lurida ingår i släktet Paradascalia och familjen Flatidae. Inga underarter finns listade i Catalogue of Life.